# Carsten Steuwer

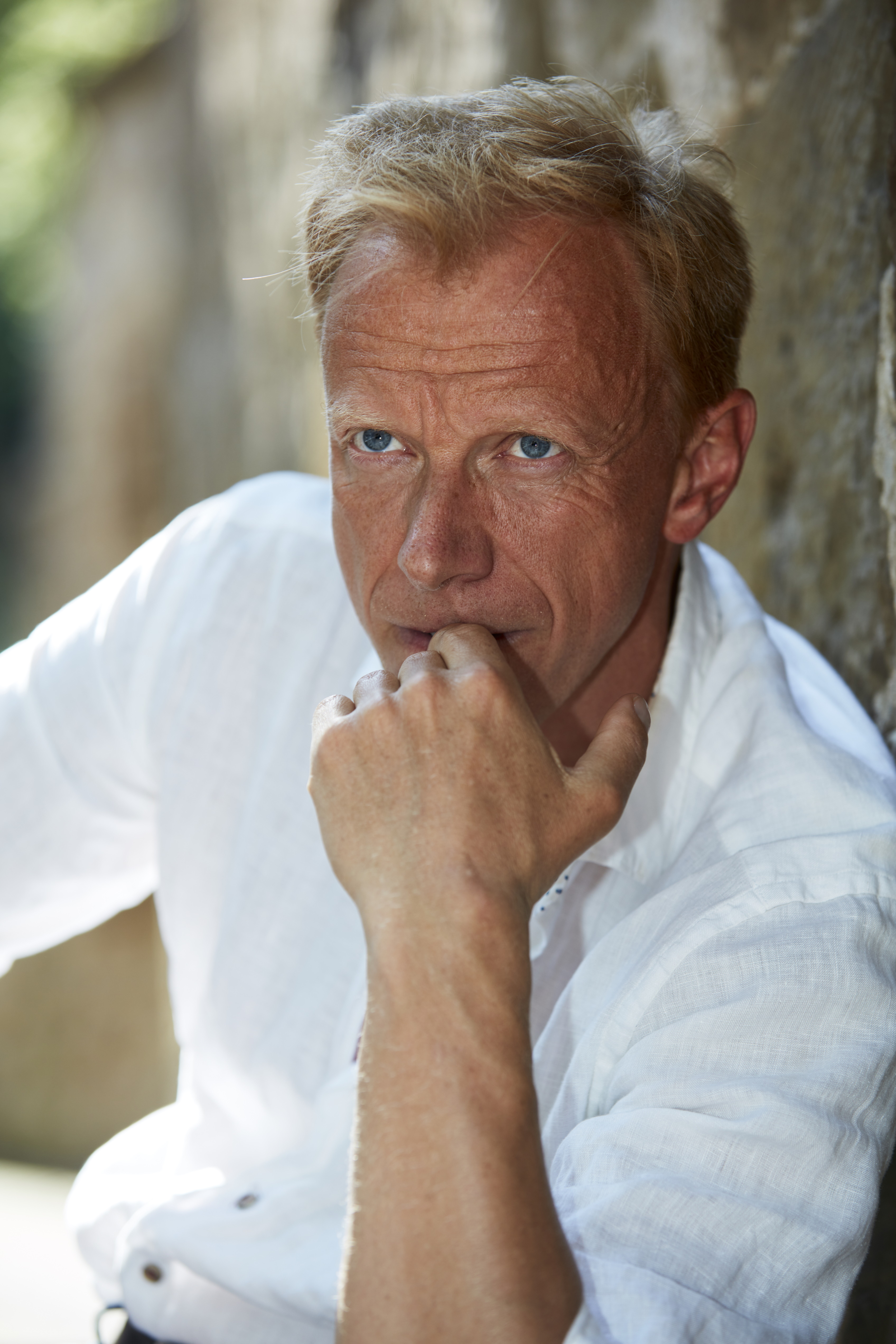
Carsten Steuwer, 2019

Carsten Steuwer (* 29. Mai 1970 in Osnabrück) ist ein deutscher Theater- und Filmschauspieler, Regisseur, Autor und Sprecher.

## Leben
Carsten Steuwer wuchs bei Osnabrück auf. Er spielte in verschiedenen Laien- und Schulgruppen. Bei Projekttagen leitete er diese mitunter als Jugendlicher selber. Nach dem Abitur am Ratsgymnasium Osnabrück hatte er Schauspielunterricht an der Musik- und Kunstschule Osnabrück und studierte zusätzlich an der Westfälischen Wilhelms-Universität Münster Geschichte und Germanistische Linguistik. Nach dem Grundstudium verbrachte er innerhalb eines Erasmus-Stipendiums ein Auslandssemester in Rom an der Terza Universitá degli Studi di Roma Tre.
Anschließend arbeitete er am Theater Trier als Regieassistent und in der Dramaturgie. Hier engagierte ihn der damalige Chefdramaturg und spätere Oberspielleiter Klaus-Dieter Köhler für die Rolle des Jean-Pierre Debas für die Uraufführung von Der Wetterbeobachtungssoldat. Nach Engagements bei den Frankenfestspielen Röttingen und der Seebühne Westpark in München nahm er wieder sein Geschichts- und Linguistikstudium an der Ludwig-Maximilians-Universität München auf und beendete es 2000 mit dem Magister Artium (M.A.) (Spezialisierung in Wirtschafts- und Kulturgeschichte und in Sprachpsychologie). Währenddessen arbeitete er außerdem als Schauspieler für Fernsehproduktionen, wie z. B. für die Action Serie JETS – Leben am Limit (ProSieben) und Marienhof (ARD), nahm privaten Schauspielunterricht und war als Gast am Meininger Theater engagiert. Direkt nach Abschluss seines Studiums ging er ans Stadttheater Zeitz und war dort Teil des festen Ensembles.
In den Jahren danach arbeitete er abwechselnd in Italien und Deutschland als Schauspieler, ehe er ab 2004 zusammen mit Patrizia Bichi das Gastspieltheater Teatro dei Pellegrini gründete, das er bis 2012 leitete. In dieser Zeit war er außerdem als Radiomoderator und Autor tätig. Ferner bildete er sich fort als Regisseur für Dokumentarfilme und arbeitete für das Bayerische Fernsehen sowie für einige private Fernsehproduktionsfirmen.
2011 drehte Steuwer als Regisseur und Produzent das Kinotestimonial Haschisch-GmbH mit Max von Thun, Anjorka Strechel, Friedrich Witte und Alexander Jaschik in den Hauptrollen.
In den Jahren nach seiner Zeit als künstlerischer Leiter des Teatro dei Pellegrini arbeitete er freischaffend als Schauspieler, Regisseur und Theatermanager. So war er u. a. mehrfach im Ensemble von verschiedenen Kreuzfahrtschiffen und weiterhin auch im Ausland aktiv. Von 2018 bis 2020 war er festes Ensemblemitglied der Städtischen Bühne Lahnstein. Von 2020 bis 2022 war er am Akademietheater Regensburg, Boulevardtheater Bremen sowie als Regisseur und Autor am Theater Chambinzky.
Seit 2022 ist Steuwer am Theater Chambinzky „Künstlerischer Leiter Inklusion“, sowie Regisseur und Autor. Seine Theaterstücke erscheinen beim Plausus Theaterverlag und beim Deutschen Theaterverlag Weinheim.
Steuwer spricht mehrere Sprachen fließend. Als Muttersprachen spricht er Deutsch und Italienisch, ferner spricht er fließend Englisch, Französisch und Spanisch.

## Film und Fernsehen
- 1996: Zweithaus; Fernsehkurzfilm (Regie: Gesa Hollermann)
- 1998: JETS – Leben am Limit; Fernsehserie (Regie: Klaus Witting)
- 1999: Marienhof; Fernsehserie (Regie: Peter Zimmermann u. a.)
- 2001: Aktenzeichen XY … ungelöst (Regie: Wolfgang Frank)
- 2002: Zwei Profis; Krimiserie (Regie: Christoph Klünker)
- 2002: Aktenzeichen XY … ungelöst (Regie: Thomas Pauli)
- 2003: La Musa; Kinovorfilm Spanien (Regie: Ana Rodriguez Rosell)
- 2004: Aktenzeichen XY … ungelöst (Regie: Thomas Pauli)
- 2005: Aktenzeichen XY … ungelöst (Regie: Peter Claridge)
- 2006: Aktenzeichen XY … ungelöst (Regie: Thomas Pauli)
- 2006: Marienhof; Fernsehserie (Regie: Volker Schwab, Dieter Schlotterbeck)
- 2009: Zeit für Tiere; Fernsehdoku (Regie: Carsten Steuwer)
- 2017: Dadort. Der Osnabrück Krimi. Spielfilm Filmhochschule (Regie: Roman Partikewitsch)
- 2019: Mörderische Frauen; Dokuserie (Regie: Kirim Schiller)
- 2024: Die Landarztpraxis; Fernsehserie (Regie: Andreas Stenschke)

## Autor (Auswahl)
- Die Wiederbelebung des Theaters nach dem 2. Weltkrieg. In: Heimat-Jahrbuch für das Osnabrücker Land 2002. Belm 2001.
- Nationaltheater Osnabrück. Die Integration des Osnabrücker Theaters in die Nationalsozialistische Kultur- und Propagandamaschinerie. In: Historischer Verein (Hrsg.): Osnabrücker Mitteilungen 2001. Bd. 106, Osnabrück 2001.
- „Vergewaltigung des Komponisten“ und Abonnentenboom. In: Holger Schultze und Tobias Vogt (Hrsg.): Gegen den Alltagsstaub. Theater in Osnabrück. 100 Jahre Theater am Domhof. Berlin 2009.
- 100 Jahre Theater am Domhof. Eine Chronik. In: Holger Schultze und Tobias Vogt (Hrsg.): Gegen den Alltagsstaub. Theater in Osnabrück. 100 Jahre Theater am Domhof. Berlin 2009.